# Собор Різдва Христового (Тирасполь)
Собор Різдва Христового в Тирасполі (Придністров'я) — православний кафедральний собор Тираспольської та Дубосарської єпархії Молдовської православної церкви, розташований на перетині вулиць Шевченка та Карла Маркса, неподалік площі Суворова. Побудований у 1998–2000 роках.

## Історія
Закладено 1 вересня 1998 року. Перша Божественна літургія в храмі, який на той час ще будувався, відбулася в серпні 1999 року .
Освячення, яке очолив предстоятель Молдовської православної церкви, митрополит Кишинівський та всієї Молдови Володимир (Кантарян), відбулося 16 січня 2000 року, за присутності президента Придністров'я Ігоря Смирнова .
Зведення єпархіального комплексу взяла на себе компанія « Шериф» .
Урочистості на ознаменування завершення зведення собору включали, серед іншого, випуск серії поштових марок із зображенням церкви, випущені до Різдва 1999 року).
Зображення собору розміщено на банкнотах 100 рублів ПМР випуску 2000 та 2007 років.
У 2001 році собор був зображений на монетах в урочистій серії золотих та срібних грошових одиниць, що зображують православні храми Придністров'я.
З 2007 року ключар-адміністратор — ігумен Віктор (Саяпін).
8 вересня 2013 року Патріарх Московський і всієї Русі Кирило відвідав кафедральний собор Різдва Христового, в якому звершив молебень перед іконою Божої Матері «Стягнення загиблих», яка називається Тираспольською. Також на згадку про свій візит патріарх залишив ікону праведного Федора Ушакова та зображення Вишгородської ікони Божої Матері .
З 30 травня 2019 року ключар-адміністратор собору — ієрей Павло Кузміних.

## Архітектура
Собор складає архітектурний комплекс, до якого входять також єпархіальне управління та парафіяльний будинок, у якому знаходяться соборна бібліотека, недільна школа, келії для кліриків, а також хрестильний храм.
Автором проєкту собору та єпархіального комплексу є тираспольський архітектор Петро Яблонський. За основу було взято зразки храмової архітектури Київської Русі . Будівлі єпархіального управління та парафіяльного будинку збудовані за зразками архітектури XVII століття.

## Галерея

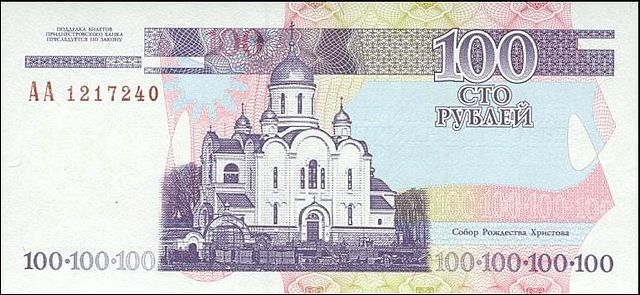
Собор Різдва Христового (Тирасполь) на банкноті 100 рублів ПМР випуску 2000 року.
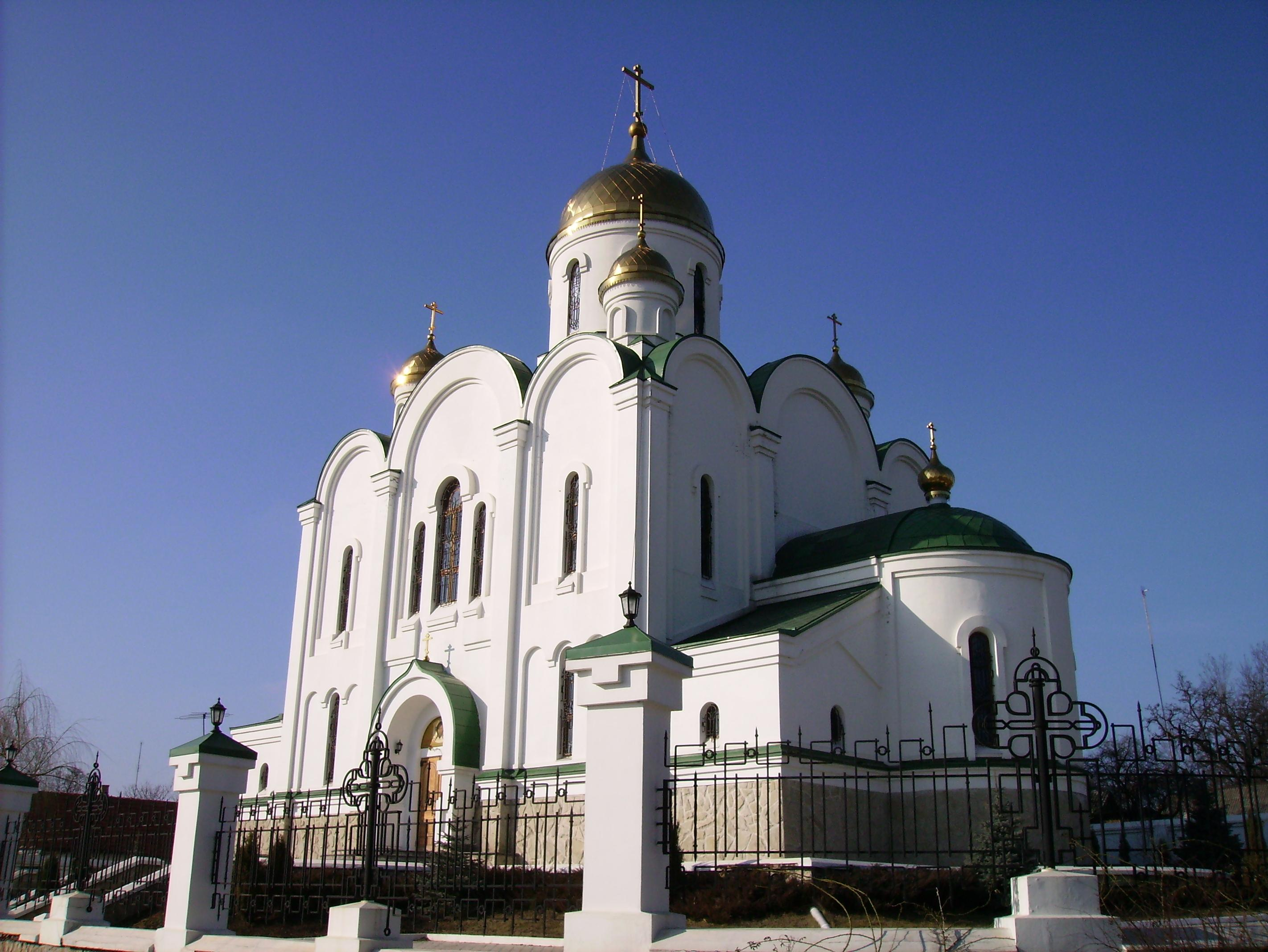
Собор Різдва Христового
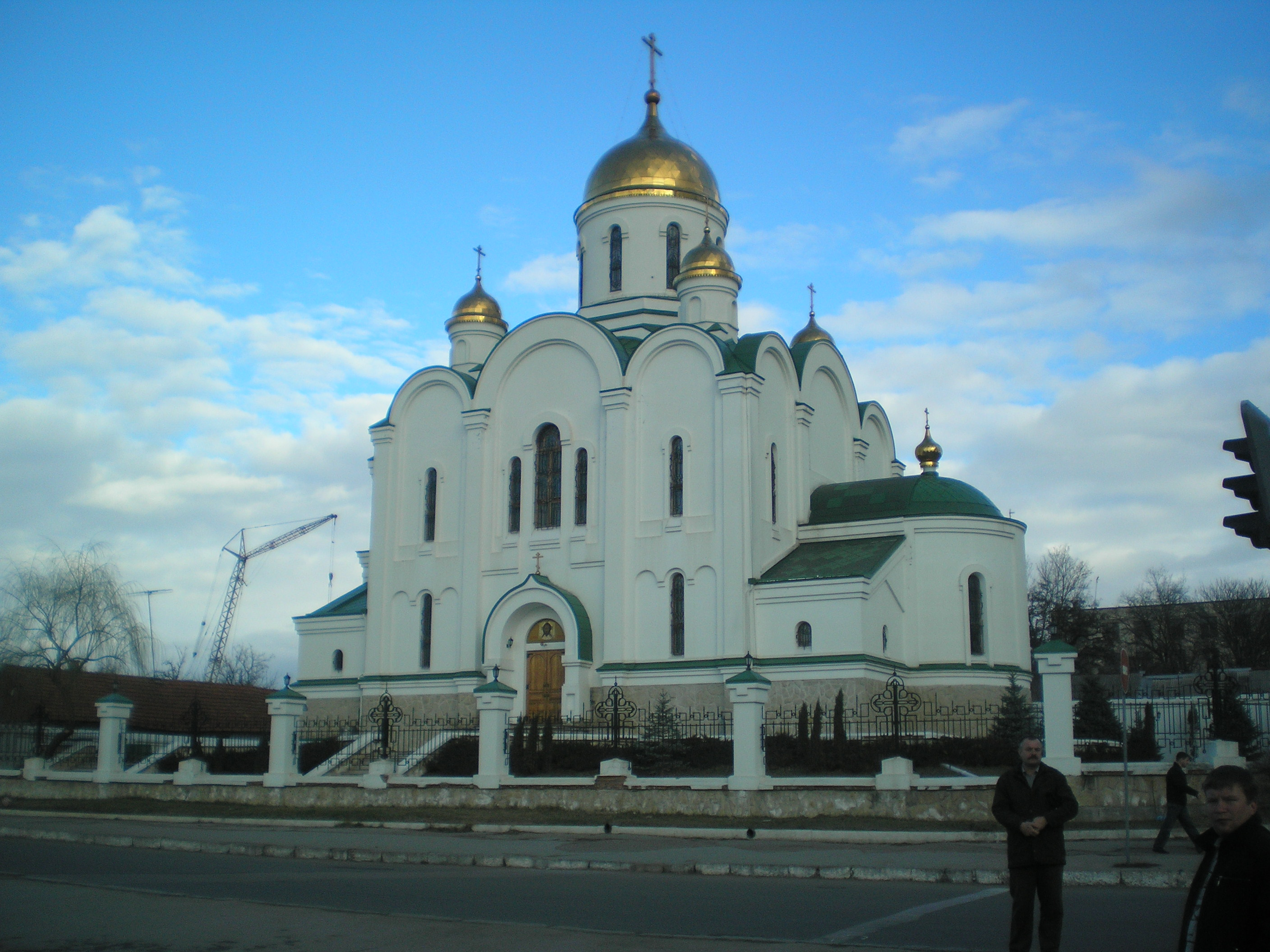
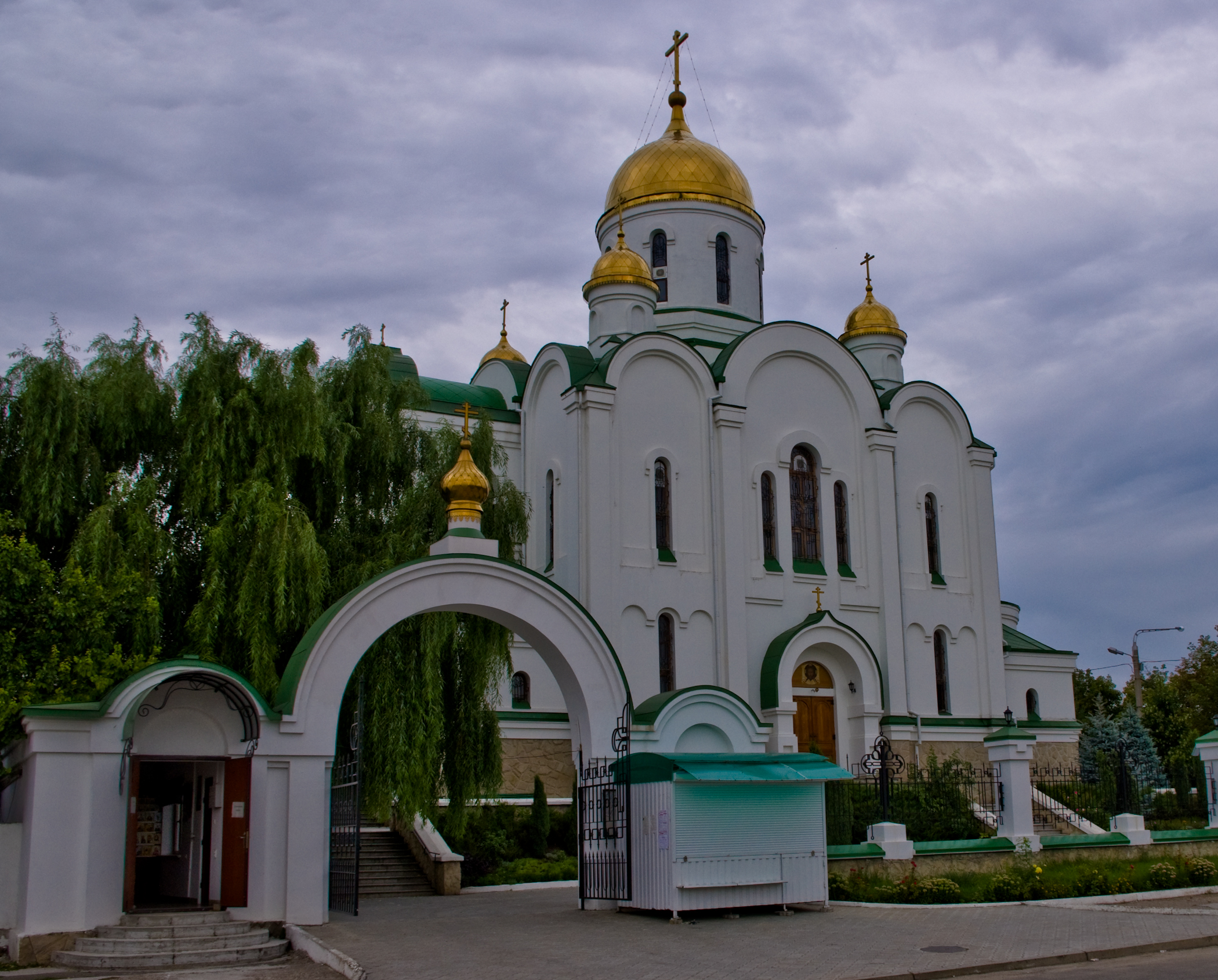
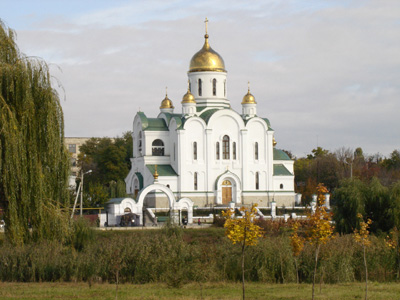